# Lucemburská univerzita
Lucemburská univerzita (francouzsky: Université du Luxembourg; německy: Universität Luxemburg; lucembursky: Universitéit Lëtzebuerg) je veřejná vysoká škola v lucemburském hlavním městě Lucemburk. Vznikla v roce 2003 sloučením čtyř starších vzdělávacích institucí. Jde o jedinou veřejnou univerzitu v zemi, většina studentů na ní ale platí školné. Má tři kampusy: Belval, Kirchberg a Limpertsberg. V roce 2021 měla 6783 studentů, dalších 950 osob studovalo postgraduálně. Polovina z nich byla ze zahraničí. Univerzita je vícejazyčnou, i stejný předmět může být vyučován souběžně francouzsky, německy a anglicky. Univerzita je rozčleněna na tři fakulty: Fakultu věd, technologie a lékařství, Fakultu práv, ekonomiky a financí a Fakultu humanitních a sociálních věd a vzdělávání. Zároveň jsou součástí univerzity tři specializovaná výzkumná centra: Interdisciplinární centrum bezpečnosti, spolehlivosti a důvěry, Lucemburské centrum pro systémovou biomedicínu a Lucemburské centrum pro soudobé a digitální dějiny. Ke známým pedagogům patří například rakouský buddholog Volker Zotz. Podle žebříčku QS World University Rankings 2024 je 398. nejkvalitnější vysokou školou na světě. V hodnocení jí nejvíce pomáhá její silně mezinárodní charakter.